# Wahlkreis Chemnitz 1
Der Wahlkreis Chemnitz 1 (Wahlkreis 9) ist ein Landtagswahlkreis in Sachsen. Er ist einer der drei Chemnitzer Landtagswahlkreise und umfasst die Ortsteile Altendorf, Grüna, Hutholz, Kaßberg, Mittelbach, Morgenleite, Rabenstein, Reichenbrand, Rottluff, Röhrsdorf, Schloßchemnitz, Stelzendorf und Siegmar. Bei der letzten Landtagswahl (im Jahr 2024) waren 62.113 Einwohner wahlberechtigt.

## Wahl 2024
Die Landtagswahl 2024 führte zu folgendem Ergebnis:
| Direktkandidat        | Partei              | Erststimmen in % | Zweitstimmen in % |
| --------------------- | ------------------- | ---------------- | ----------------- |
| Peter Patt            | CDU                 | 36,3             | 32,7              |
| Lars Franke           | AfD                 | 28,0             | 24,2              |
| Nico Brünler          | Die Linke           | 5,3              | 5,2               |
| Volkmar Zschocke      | GRÜNE               | 6,3              | 5,9               |
| Renata Marwege        | SPD                 | 7,2              | 9,1               |
| Hai Dinh Bui          | FDP                 | 1,3              | 1,0               |
| Andreas-Stephan Wiech | Freie Wähler        | 2,5              | 1,2               |
| –                     | Die Partei          | –                | 1,4               |
| –                     | Piraten             | –                | 0,2               |
| –                     | ÖDP                 | –                | 0,1               |
| –                     | BüSo                | –                | 0,1               |
| –                     | Tierschutz hier!    | –                | 1,2               |
| –                     | dieBasis            | –                | 0,2               |
| –                     | Bündnis C           | –                | 0,1               |
| –                     | Bündnis Deutschland | –                | 0,3               |
| Peter Ronny Kupke     | BSW                 | 12,4             | 14,1              |
| –                     | Freie Sachsen       | –                | 2,6               |
| –                     | V-Partei3           | –                | 0,2               |
| –                     | WU                  | –                | 0,3               |
| Daniel Richter        | Einzelbewerber      | 0,7              | –                 |

## Wahl 2019
Vorläufiges Ergebnis der Landtagswahl am 1. September 2019 im Wahlkreis 10 – Chemnitz 1:
(Ergebnisse in Prozent)
| Direktkandidat           | Partei               | Direktstimmen | Listenstimmen |
| ------------------------ | -------------------- | ------------- | ------------- |
| Peter Patt               | CDU                  | 33,6          | 33,6          |
| Nico Brünler             | Die Linke            | 13,3          | 12,6          |
| Hanka Kliese             | SPD                  | 8,5           | 8,6           |
| Nico Köhler              | AfD                  | 23,4          | 22,1          |
| Volkmar Zschocke         | GRÜNE                | 11,2          | 10,3          |
| –                        | NPD                  | –             | 0,4           |
| Felicia Kollinger-Walter | FDP                  | 4,0           | 4,2           |
| Michael Heinicke         | Freie Wähler         | 2,6           | 2,1           |
| –                        | Tierschutz           | –             | 1,8           |
| –                        | Piraten              | –             | 0,3           |
| Siegfried Kalusche       | Die PARTEI           | 2,9           | 2,3           |
| –                        | BüSo                 | –             | 0,1           |
| –                        | ADPM                 | –             | 0,2           |
| –                        | Blaue Partei         | –             | 0,3           |
| –                        | KPD                  | –             | 0,1           |
| –                        | ÖDP                  | –             | 0,2           |
| –                        | Die Humanisten       | –             | 0,3           |
| –                        | PDV                  | –             | 0,1           |
| –                        | Gesundheitsforschung | –             | 0,5           |
| Daniel Richter           | Weil ich es kann     | 0,5           | –             |

| Wahlberechtigte | 64.599 |
| Wahlbeteiligung | 67,4 % |

## Wahl 2014
Die Landtagswahl 2014 im Wahlkreis 10 hatte folgendes Ergebnis:
| Direktkandidat    | Partei          | Erststimmen in % | Zweitstimmen in % |
| ----------------- | --------------- | ---------------- | ----------------- |
| Peter Patt        | CDU             | 36,84            | 36,31             |
| Nico Brünler      | Die Linke       | 24,43            | 22,06             |
| Klaus Kretzschmar | SPD             | 15,80            | 13,72             |
| Andreas Schmalfuß | FDP             | 4,88             | 3,85              |
| Volkmar Zschocke  | GRÜNE           | 9,78             | 7,21              |
| Sven Schiefer     | NPD             | 4,57             | 3,37              |
| Paul Werner       | Piraten         | 2,42             | 1,40              |
| Bert Bachmann     | BüSo            | 1,28             | 0,26              |
| -                 | Tierschutz      | -                | 1,18              |
| -                 | DSU             | -                | 0,14              |
| -                 | AfD             | -                | 8,70              |
| -                 | pro Deutschland | -                | 0,25              |
| -                 | Freie Wähler    | -                | 0,75              |
| -                 | Die PARTEI      | -                | 0,81              |

## Wahl 2009
| Amtliches Endergebnis der Landtagswahl am 30. August 2009 in Sachsen im Wahlkreis 012 Chemnitz 1 (Ergebnisse in Prozent) |

| Direktkandidat      | Partei          | Erststimmen in % | Zweitstimmen in % |
| ------------------- | --------------- | ---------------- | ----------------- |
| Peter Patt          | CDU             | 35,7             | 36,9              |
| Freya-Maria Klinger | Die Linke       | 26,2             | 23,3              |
| Ulf Kallscheidt     | SPD             | 13,5             | 11,9              |
| Frank Rohleder      | NPD             | 3,2              | 2,8               |
| Andreas Schmalfuß   | FDP             | 13,1             | 10,2              |
| Pia Lorenz          | GRÜNE           | 8,3              | 8,5               |
| -                   | Tierschutz      | -                | 2,0               |
| -                   | PBC             | -                | 0,4               |
| -                   | BüSo            | -                | 0,2               |
| -                   | DSU             | -                | 0,1               |
| -                   | REP             | -                | 0,2               |
| -                   | Freie Sachsen   | -                | 0,9               |
| -                   | FP Deutschlands | -                | 0,0               |
| -                   | Humanwirtschaft | -                | 0,1               |
| -                   | Piraten         | -                | 2,3               |
| -                   | SVP             | -                | 0,1               |

## Wahl 2004
Die Landtagswahl 2004 hatte folgendes Ergebnis:
| Direktkandidat      | Partei     | Erststimmen in % | Zweitstimmen in % |
| ------------------- | ---------- | ---------------- | ----------------- |
| Peter Patt          | CDU        | 37,8             | 38,4              |
| Freya-Maria Klinger | PDS        | 30,0             | 26,5              |
| Jens Farag          | SPD        | 14,3             | 12,1              |
| Thomas Lehmann      | GRÜNE      | 6,2              | 5,9               |
| -                   | NPD        | -                | 6,7               |
| Andreas Schmalfuß   | FDP        | 8,4              | 5,3               |
| -                   | DSU        | -                | 0,3               |
| -                   | PBC        | -                | 0,5               |
| -                   | GRAUE      | -                | 1,2               |
| Claudia Leibelt     | BüSo       | 3,3              | 0,8               |
| -                   | AUFBRUCH   | -                | 0,6               |
| -                   | DGG        | -                | 0,3               |
| -                   | Tierschutz | -                | 1,4               |